# Верхнее Хваршини
Верхнее Хваршини — село в Цумадинском районе Дагестана Российской Федерации. Входит в состав сельского поселения Нижнехваршининский сельсовет.

## Географическое положение
Расположено в 2 км к западу от центра сельского поселения — села Нижнее Хваршини и в 27 км к юго-западу от районного центра — села Агвали.

## Население
| 1869 | 1888 | 1895 | 1926 | 1939 | 1970 | 1989 |
| ---- | ---- | ---- | ---- | ---- | ---- | ---- |
| 144  | ↘128 | ↗156 | ↗160 | ↗205 | ↘151 | ↘121 |
| 2002 | 2003 | 2004 | 2007 | 2010 | 2021 |      |
| ↗175 | →175 | ↗184 | ↗237 | ↗245 | ↗292 |      |

По данным Всероссийской переписи населения 2010 года моноэтничное аварское село.